# Леськова Марія Антонівна
Марія Антонівна Леськова (1910, село Пирогівці Проскурівського повіту, тепер Хмельницького району Хмельницької області — ?) — українська радянська діячка, голова колгоспу імені Калініна Меджибізького району Кам'янець-Подільської (Хмельницької) області. Депутат Верховної Ради СРСР 3—5-го скликань.

## Життєпис
Народилася 1910 року в бідній селянській родині на хуторі Редьки села Пирогівці.  Батько рано помер. З дванадцятирічного віку наймитувала в заможних селян.
З 1929 року працювала колгоспницею, ланковою, а з 1932 року — завідувачем ясел в колгоспі села Пирогівці на Поділлі. Освіта середня. З 1935 по 1941 рік жила і працювала в селі Меджибожі Вінницької (потім — Кам'янець-Подільської) області.
Під час німецько-радянської війни перебувала в евакуації, працювала в Донському зерновому радгоспі Ростовської області, була старшим стрілочником роз'їзду 45-го Актюбинського відділку Оренбурзької залізниці. У 1944 році повернулася до Кам'янець-Подільської області.
У 1944—1949 роках — ланкова, завідувач свиноферми колгоспу села Пирогівці Меджибізького району Кам'янець-Подільської області.
З січня 1949 року — голова колгоспу імені Калініна села Червона Зірка (тепер — Прибузьке) Меджибізького району Кам'янець-Подільської області.
Член КПРС з 1952 року.
У 1953 році закінчила Кам'янець-Подільську сільськогосподарську школу.
У 1953 році працювала агрономом Меджибізької машинно-тракторної станції (МТС) Кам'янець-Подільської області.
У 1953—1959 роках — голова укрупненого колгоспу імені Калініна села Пирогівці Меджибізького району Кам'янець-Подільської (Хмельницької) області.
З 1959 року — голова виконавчого комітету сільської ради в Ружичнянському (Хмельницькому) районі Хмельницької області.

## Нагороди
- орден Трудового Червоного Прапора (26.02.1958)
- медаль «За трудову доблесть»
- медалі